# Sylvain Darrifourcq
Sylvain Darrifourcq est un batteur, percussionniste et compositeur français né le 4 juillet 1979 à Orthez.

## Biographie
Formé aux percussions classiques avant de faire ses classes dans des formations de rock, il découvre tardivement le jazz et se lance dans une carrière professionnelle sur les conseils de Daniel Humair, batteur et compositeur de jazz. Il s'installe à Toulouse où il crée l'Egotiste Sorel, avec lequel il sort son premier disque, Vie de Henri Brulard (Aljama Records). 2004 marque les débuts du Emile Parisien quartet. Le groupe est primé aux Victoires du Jazz 2009.
Batteur énergique au style syncrétique et gestuel, il collabore avec des improvisateurs et des compositeurs aux frontières des musiques (Q avec Julien Desprez et Fanny Lasfargues, MILESDAVISQUINTET! avec Valentin Ceccaldi et Xavier Camarasa, Le Pantin et Dans L'entre de Guillaume Hermen, Cartographie de Rythmes de Karl Naegelen). Ses recherches l’amènent à se questionner sur l'aspect plastique de ses productions. En 2019, il crée en compagnie de Nicolas Canot, l'écosystème FIXIN, ensemble de projets qui mettent en scène des moteurs commandés numériquement. Il collabore également avec des chorégraphes / danseurs, vidéastes, plasticiens et metteurs en scène (Zimoun, SMITH, Liz Santoro, Yves Chaudouët, Soa Ratsifandrihana, Françoise Dô...).
En 2023, il publie 20 000 mots, un entretien avec l'éditeur Antoine Lebousse, dans lequel ils se questionnent sur la place du musicien dans la société,.  

## Discographie

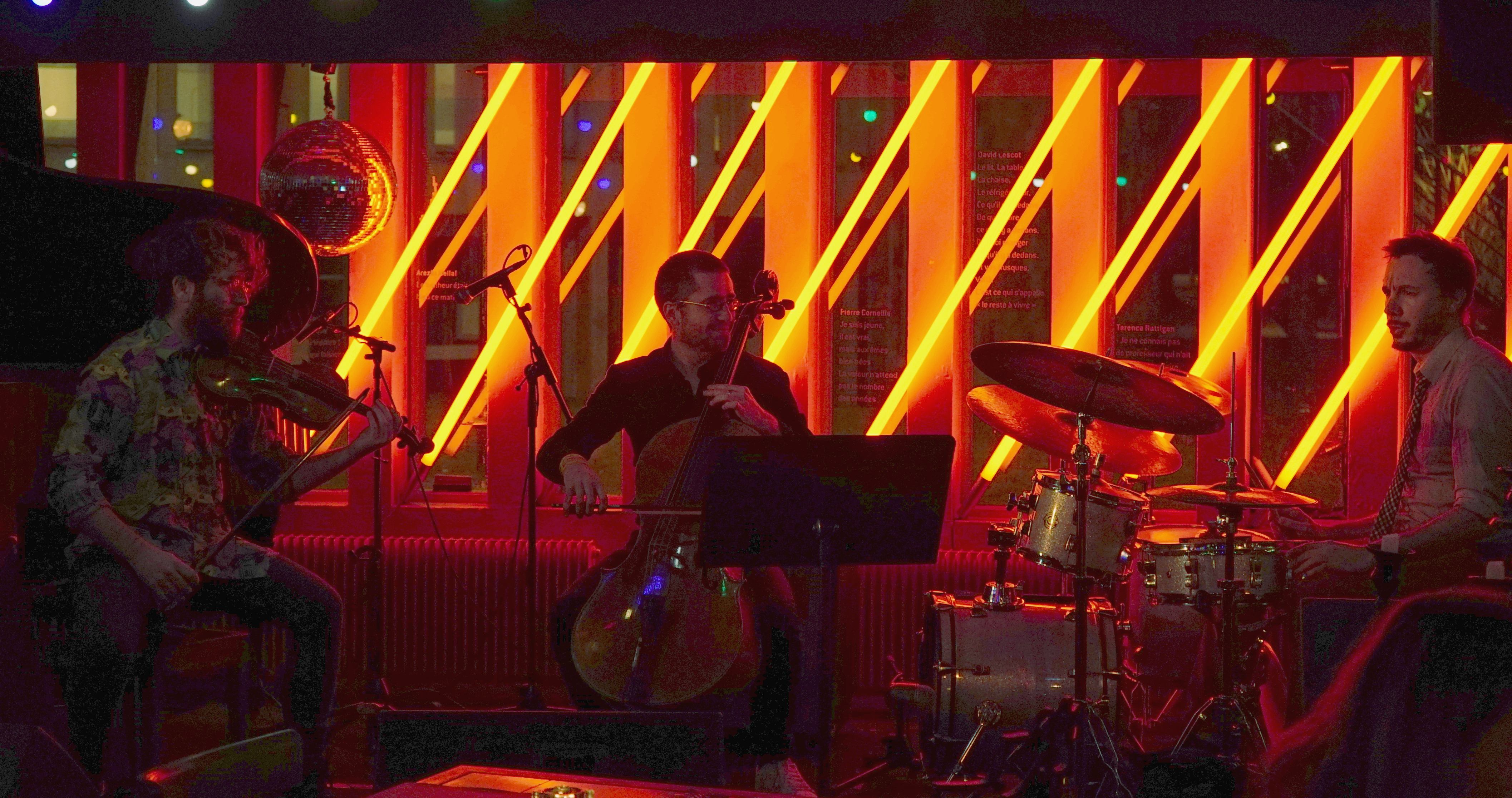
En trio, Ceccaldi/Darrifourcq.

- 2004 : L'Egotiste Sorel, Vie de Henri Brulard (Aljama Records)
- 2006 : Emile Parisien quartet, Au Revoir Porc Epic (Laborie Jazz)
- 2008 : Emile Parisien quartet, Original Pimpant (Laborie Jazz)
- 2010 : Q (Rude Awakening)
- 2012 : Emile Parisien quartet, Chien Guêpe (Laborie Jazz)
- 2012 : Barbacana (Babel Label (en))
- 2014 : Akosh S / Sylvain Darrifourcq, Apoptose (Metarecords)
- 2014 : Emile Parisien quartet, Spezial Snack (Act)
- 2015 : MILESDAVISQUINTET!, Shapin' with (Becoq)
- 2015 : Darrifourcq / Hermia / Ceccaldi, God at the Casino (Jazz Avatars)
- 2016 : Ève Risser White Desert Orchestra, Les Deux Versants se Regardent (Clean Feed)
- 2016 : In Love With, Axel Erotic (Becoq)
- 2018 : In Love With, Coitus Interruptus (Gigantonium)
- 2020 : Darrifourcq / Hermia / Ceccaldi, Kaiju Eats Cheeseburgers (Full Rhizome / Hector)
- 2021 : Karl Naegelen, Toma Gouban, Sylvain Darrifourcq, Cartographie de Rythmes #1 (Umlaut records)
- 2022 : Roberto Negro, Sylvain Darrifourcq, Music for 2 upright pianos (Hector)
- 2022 : Rhythm, feedback and geometry (Hector)